# Ardisia russellii
Ardisia russellii là một loài thực vật có hoa trong họ Anh thảo. Loài này được M.P.Nayar & G.S.Giri mô tả khoa học đầu tiên năm 1982.